# Douglas Brasier
Douglas Brasier, född 1906 i Limpsfield, död 1991, var en svensk professionell golfinstruktör, spelare och banarkitekt. 

## Biografi
1929 kom Brasier till Viken för att bli tränare för Helsingborgs GK:s spelare. Efter ett år värvades han till den då nystartade golfklubben i Båstad. 1939 flyttade han till Oslo Golfklubb för att bli assistent till deras tränare. När Tyskland invaderade Norge kunde han som engelsk medborgare inte bli kvar och han återvände till Båstad. Tre år senare fick han nytt uppdrag för Göteborgs Golf Klubb och blev verksam där i 20 år för att sedan flytta till Åtvidaberg. Efter sin pensionering från Åtvidabergs GK flyttade han till Bosjökloster för att hjälpa den nya klubben att komma igång. Han bosatte sig i Höör och avled 1991 efter 60-års tjänstgöring inom svensk golf.
Douglas Brasier var en duktig spelare och vann bland annat Dunlop Cup för professionella tre gånger - 1934, 1935 och 1945. I sin ungdom hade han som merit att ha besegrat Harry Vardon i en matchtävling.
Hans största betydelse kom att bli som banarkitekt med ett drygt 30-tal fullföljda uppdrag. Bland banorna kan nämnas Delsjö, Kristianstad, Karlshamn, Åtvidaberg och Bosjökloster. Han var en av initiativtagarna till bildandet av Svenska PGA och han var ledare för de första tränarutbildningarna när dessa startades av PGA på 1970-talet. Han var också ledare för det svenska flickjuniorlandslaget.
2024 blev Douglas Brasier invald i Sveriges Golf Hall of Fame.